# 张允龄家族墓地
张允龄家族墓地位于中国山西省运城市永济市蒲州镇侯家庄村东北。

## 保护
2021年8月4日，张允龄家族墓地公布为第六批山西省文物保护单位，古墓葬类，年代为明，编号6-43。	